# K3: Dans van de farao (film)

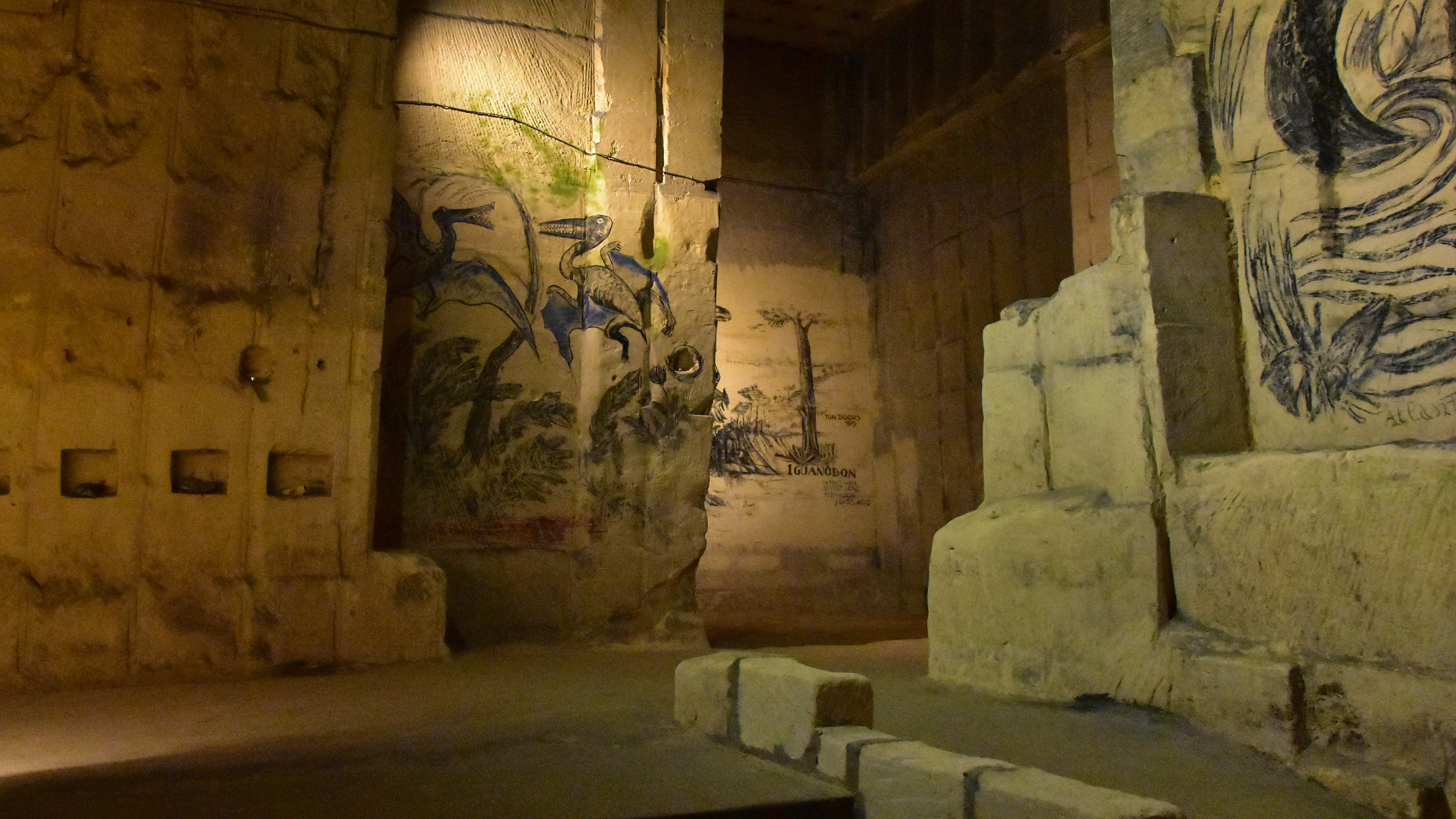

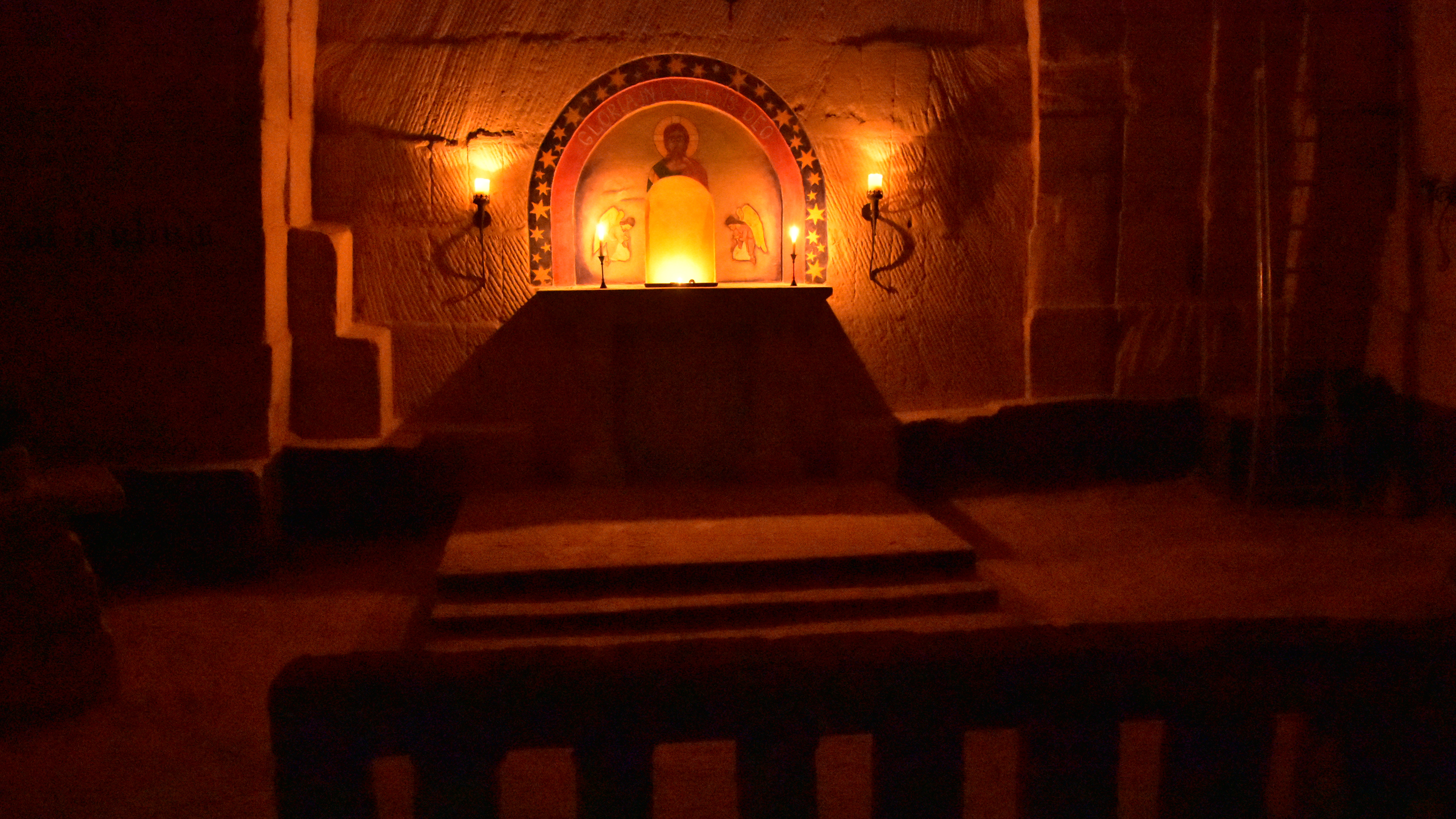

K3: Dans van de farao is de zevende film van de meidengroep K3, naar een scenario van Hans Bourlon en Gert Verhulst, geregisseerd door Bart Van Leemputten. De film kwam uit in 2021 en in november 2020 werd het gelijknamige muziekalbum al uitgebracht. Het is de laatste K3-film met Klaasje Meijer. De oorspronkelijke première zou plaatsvinden in december 2020, deze werd echter uitgesteld vanwege de coronamaatregelen. De film ging uiteindelijk op 5 juni 2021 in Nederland in première en in België op 9 juni 2021. De titelsong 'Dans van de farao' werd tevens onderdeel van Just Dance 2021.

## Verhaal
K3 gaat hun gloednieuwe cd voorstellen in het Egyptische museum. Wanneer ze tijdens de voorbereidingen op een wenskat botsen mogen ze alle drie een wens doen. Hanne wenst dat ze gedachten kan lezen van dieren en mensen. Marthe wenst dat ze alles kan kopen wat ze voor zichzelf wil en Klaasje wil dat ze kan blijven wensen zolang ze dat wil. Wat ze niet weten is dat de wensen van de wenskat vervloekt zijn door farao Tritanchamon. De vervloekte wensen keren zich tegen K3 en zorgen voor ruzies tussen de drie. Net voor hun optreden moeten ze dan ook beslissen of ze wel of niet stoppen met K3.

## Rolverdeling
| Acteur              | Personage    | Opmerking                                            |
| ------------------- | ------------ | ---------------------------------------------------- |
| Marthe De Pillecyn  | Marthe       |                                                      |
| Klaasje Meijer      | Klaasje      |                                                      |
| Hanne Verbruggen    | Hanne        |                                                      |
| Jacques Vermeire    | Marcel       | Buurman                                              |
| Samir Hassan        | Guus         | DJ/klusjesman                                        |
| Soy Kroon           | Lucas        | Verantwoordelijke van het museum, neef van Archibald |
| Carry Goossens      | Archibald    | Archeoloog                                           |
| Peter Van De Velde  | Tritanchamon | Egyptische farao, stem                               |
| Goele De Raedt      | Cleo         | Wenskat, stem                                        |
| Bart Van Leemputten | Freddy       | Dromedaris, stem                                     |
| Fenna Ramos         |              | Journaliste                                          |
| Britt Scholte       | Mirthe       | Stand-in van Marthe                                  |